# Église Saint-Pierre-du-Lac de Créteil
L'église Saint-Pierre-du-Lac de Créteil est une église paroissiale située 28 avenue François-Mitterrand dans la commune de Créteil dans le Val-de-Marne.

## Historique
Cette église a été bâtie en 1996 par l'Œuvre des Chantiers du Cardinal.

## Description
Cet édifice bâti sur un plan allongé est muni d'une tour-clocher indépendante et d'un chevet plat. Elle est illuminée de vitraux abstraits, de formes rectangulaires, triangulaires et circulaires.

## Paroisse
Des prières œcuméniques y sont organisées en vue de la guérison des malades.